# Star Wars: Battlefront (jeu vidéo, 2004)
Pour le reboot, voir Star Wars Battlefront (2015).
 (juillet 2019).
Si vous disposez d'ouvrages ou d'articles de référence ou si vous connaissez des sites web de qualité traitant du thème abordé ici, merci de compléter l'article en donnant les références utiles à sa vérifiabilité et en les liant à la section « Notes et références ».
Star Wars: Battlefront est un jeu vidéo de tir à la troisième personne et subjectif tactique développé par Pandemic Studios et édité par LucasArts disponible depuis septembre 2004.
Il s'agit d'un jeu de combat dans l'univers de Star Wars comparable au jeu Battlefield 1942. Le principe du jeu est de conquérir le terrain de bataille en capturant des postes de commandement (endroits d'apparition des unités), et en détruisant toutes les unités ennemies jusqu'à l'épuisement des tickets du camp adverse. Le jeu possède une suite, Star Wars: Battlefront 2. Depuis qu'Electronic Arts a acquis les droits d'adaptation de la licence Star Wars, l'éditeur a annoncé un reboot de Battlefront développé par DICE. Le jeu utilisera le moteur Frostbite 3.
Il est possible de jouer avec une vue à la première ou à la troisième personne.

## Principe du jeu
Le joueur incarne un soldat lâché au cœur des grandes batailles qui agitent l'univers Star Wars durant deux époques distinctes : la Guerre des clones (qui voit s'affronter les clones de la République galactique et les droïdes de la Confédération des systèmes indépendants), et la Guerre Civile Galactique (qui voit s'opposer l'Empire galactique et l'Alliance rebelle).
Le but d'un jeu de tir à la première personne est bien sûr de tuer le plus grand nombre de soldats adverses possible afin de faire remporter la victoire à son camp. Chaque camp dispose en effet d'un nombre de renforts prédéfinis (entre 200 et 250 en général), et chaque décès retire en point de renforts à l'équipe. L'équipe qui arrive la première à 0 points de renforts a perdu. Lorsque le nombre de renforts rejoint le nombre d'unités sur la carte.
Sur la carte, l'ennemi est représenté en rouge, les alliés en bleu, les indigènes en jaune, les véhicules ou postes inoccupés en blanc.
Les indigènes peuvent constituer l'autre camp (dans certaines batailles de la campagne) ou alors être des alliés d'un des deux camps en fonction de la carte (par exemple si le joueur joue sur Kashyyyk, l'armée clone sera aidé de Wookiees qui apparaitront dans les postes de commandement clone) dans les autres modes de jeux.
Mais tuer l'ennemi ne suffit pas, il faut aussi s'emparer des positions clefs du champ de bataille, appelées postes de commandement. Représentés par une cible à la couleur de leur possesseur, ces postes peuvent être pris par l'un ou l'autre camp pour peu qu'une unité d'infanterie (pas dans un véhicule) reste suffisamment dans le rayon du poste et qu'aucun ennemi ne s'y trouve. Les postes de commandement sont généralement fixes, mais certains peuvent être détruits (voir plus bas) ou mobiles. Ils sont très importants dans la mesure où les unités tués réapparaissent dans leur rayon. Une équipe ne disposant plus de postes de commandement ne peut plus faire réapparaître ses troupes, tandis qu'une équipe contrôlant tous les postes de commandement de la carte voit s'afficher un compte à rebours de vingt secondes jusqu'à sa victoire. Une équipe qui contrôle moins de postes de commandement que son adversaire voit ses renforts diminuer régulièrement, jusqu'aux alentours de la vingtaine de points de renforts restant. À ce moment, sa défaite prochaine est annoncée et elle ne perd plus de renforts automatiquement.
Les joueurs et l'IA peuvent réparer et contrôler tous les véhicules et positions défensives d'une carte.

## Les différents modes de jeu

### Campagne
C'est un mode de jeux uniquement solo.
Elles suivent des missions par ordre chronologique, entrecoupées de films extraits des épisodes I, II, IV, V et VI de Star Wars, l'épisode III étant encore en tournage à l'époque. Il faut réussir une mission pour passer à la suivante. Les quatre camps sont tour à tour incarnés.
Au début de chaque bataille, le joueur reçoit quelques conseils sur le terrain ou les nouvelles unités et nouveau véhicules disponibles.

#### Guerre des clones
Elle commence par l'invasion de la planète Naboo par la Fédération du commerce (deux missions contre les Gungans et les Gardes Royaux Naboo) et les premières attaques séparatistes menées par Dooku sur Kashyyyk (une mission sur les Îles contre les Wookiees).
Puis vient la contre-attaque de la République. Sur Géonosis d'abord (avec Mace Windu), puis la défense de l'usine de clonage sur Kamino, l'attaque sur le Port de Rhen Var, et enfin la défense des Quais de Kashyyyk.

#### Guerre Civile Galactique
Elle commence par les recherches impériales sur Tatooine menées à Mos Eisley par Dark Vador pour retrouver les droïdes rebelles. S'ensuit la défense de la Citadelle de Rhen Var et l'établissement d'une tête de pont impériale sur l'Arène de Yavin IV.
Le camp change avec la destruction de l'Etoile Noire, et les rebelles doivent défendre le Temple de Yavin IV, puis Hoth (bien aidés par Luke Skywalker). Vient ensuite la libération de Bespin et le raid final sur Endor.

### Conquête galactique
Ce mode (en mode multijoueur local,le joueur 1 contrôle quelle planète sera attaqué si les joueurs 1 et 2 sont ensemble) est une sorte de mini-campagne où le joueur choisit les batailles qu'il veut mener, dans le but de contrôler toute la Galaxie. Là encore, les deux époques sont séparées. Chaque camp dispose d'une planète mère, qui ne peut être attaquée qu'une fois le reste de la Galaxie entièrement sous contrôle.
Le joueur humain (ou joueur 1 pour le mode multijoueur local) a la main pour choisir le lieu de la première attaque, la main passe (ou reste) ensuite à celui qui a remporté la bataille précédente.
Chaque planète débloque un bonus au camp qui la contrôle, bonus qui peut être utilisé dans les batailles suivantes (à raison d'un seul à la fois, choisi avant le commencement du combat). La planète doit être entièrement sous contrôle afin de débloquer ce bonus. La planète mère dispose d'un bonus « Base secrète » qui peut être utilisée entre deux combats par un camp ayant remporté quatre victoires (pas forcément d'affilée). Ce bonus permet de faire passer une planète dans son camp sans combat (République et Rebelles), ou d'éliminer une planète de la Galaxie (grâce au blocus séparatiste ou à l'Étoile de la mort de l'Empire).
Quatre cartes du mode Conquête Galactique ne peuvent être jouées que par un camp, qui ne contrôle au départ qu'une seule planète en plus de sa base et doit reconquérir la Galaxie. Deux autres cartes se déroulent pendant la Guerre des clones, et deux autres pendant la Guerre Civile Galactique, et peuvent être jouées par l'un ou l'autre camp. Chaque camp dispose alors de deux planètes en plus de sa base, et deux planètes sont en conflit.

### Action immédiate
Toutes les cartes sont disponibles et peuvent être jouées à l'époque et dans l'ordre au choix du joueur (il est aussi possible de choisir un ordre aléatoire).

### Mode multijoueur
Les modes précédents sont des modes solo ou multijoueur local. En multijoueur, le joueur peut jouer en réseau ou par internet (via ou non GameSpy) en créant ses propres parties ou en en rejoignant d'autres.

## Planètes, champs de bataille et bonus
Le jeu vous propose de vous battre sur dix planètes différentes. Parmi elles, six disposent de deux cartes pouvant être jouées à toutes les époques. Les quatre dernières sont les planètes-mères des quatre civilisations du jeu, ne peuvent donc être jouées qu'à l'époque correspondante, et ne disposent que d'un seul champ de bataille. En mode galactique, au fur et à mesure que vous envahissez et occupez totalement des planètes, vous débloquez différents bonus que vous pouvez réutiliser dans les batailles suivantes.

## Les unités
Il est possible d'incarner quatre armées différentes : la République ; la CSI ; l'Alliance rebelle ; l'Empire galactique. On ne peut cependant jouer que dans les combinaisons suivantes : République vs CSI et Rebelle vs Empire. Chaque armée possède cinq sortes d'unités (classes) :
- Soldat : Unité de base polyvalente.
- Anti-véhicules : Équipé d'un lance-missile redoutable contre toute cible (c'est la classe la plus jouée en multijoueurs).
- Technicien : Construit et répare les tourelles, peut réparer des véhicules, tandis que la vie de ceux qu'il occupe se régénère d'elle-même.
- Sniper : Précis et puissant, peu de vie. Ses droïdes-sondes peuvent ordonner des frappes orbitales dévastatrices.
- Unité spéciale : Propre à chaque civilisation.

Deux unités d'une même classe mais d'une armée différente sont très différentes graphiquement et légèrement au niveau des caractéristiques.
Chaque classe dispose de deux armes de poing (en général son arme principale et une arme secondaire) et 2 type d'équipement secondaire (en général des grenades)

## Véhicules
Le jeu vous autorise à contrôler une grande palette de véhicules, depuis le rapide speeder jusqu'au puissant TB-TT, en passant par des chars et des chasseurs spatiaux. Certains véhicules ont plusieurs places, ce qui permet de s'installer à plusieurs (pratique en parties multijoueurs). D'autres peuvent également servir de poste de commandement mobile. Vous trouverez également sur la carte des droïdes réparateurs et/ou régénérateurs, bien utiles pour survivre sur un champ de bataille.

## Espèces indigènes
De nombreuses planètes de l'univers Star Wars sont habités par des aliens ou des autochtones qui se battront pour l'un ou l'autre camp, parfois pour leur propre compte. Leur apparition dépend parfois de la possession d'un poste de commandement par le camp auquel ils ont prêté allégeance. Ils peuvent prendre à leur compte des postes de commandement et construire et occuper des tourelles défensives et des véhicules. En règle générale, ils disparaissent lorsque la défaite de leur camp est annoncée, aux alentours de vingt points de renforts.

## HérosJedi
Apparaissant épisodiquement en mode Campagne, bonus dans le mode Conquête Galactique, et paramétrés en solo ou en multijoueur, ils ne peuvent pas être incarnés par des joueurs humains (contrairement à Star Wars: Battlefront 2) et sont très résistants (il est seulement possible de les tuer à la grenade et au lance roquette) et réapparaissent rapidement. Ils meurent lorsque la défaite de leur camp est annoncée. Ils sont invariablement équipés d'un sabre laser. Ils ne se battent pas entre eux si deux se trouvent dans la même bataille).
- CSI : Comte Dooku
- République : Mace Windu
- Empire : Dark Vador
- Rebelles : Luke Skywalker